# Santo Antônio de Posse
Santo Antônio de Posse is een gemeente in de Braziliaanse deelstaat São Paulo. De gemeente telt 21.247 inwoners (schatting 2009).

## Aangrenzende gemeenten
De gemeente grenst aan Amparo, Holambra, Itapira, Jaguariúna en Mogi-Mirim.

## Geboren
- José Ferreira Neto, "Neto" (1966), voetballer